# Meersage
Als Meersage werden in der Volkskunde Überlieferungsstoffe bezeichnet, die motivisch mit der See verknüpft sind.
Von Seemannssagen spricht man, wenn man annimmt oder belegen kann, dass die Träger der Überlieferung Seeleute waren. Es ist nicht automatisch anzunehmen, dass eine Meersage ihren Ursprung unter Seeleuten hat, vieles findet sich bereits in der antiken Literatur, ist von dort in die mittelalterlichen Chroniken und Sammlungen gewandert – so erwähnt Konrad von Megenberg in seinem Buch der Natur zwanzig verschiedene Arten von Meerwundern – und von dort zu den Seeleuten. Ein mecklenburgischer Seemann bestätigt das: „Von Seejungfern ward mihr von de Landlüd’ seggt, nich von uns Seelüd’.“
Richard Wossidlo teilt die Meersagen in drei Gruppen ein:
- Sagen, die vermutlich durch antike, arabische oder mittelalterliche Literatur überliefert wurden. Beispiele sind Magnetberg, Lebermeer und Meerjungfrauen.
- Sagen, die mit bestimmten Orten verknüpft sind. Beispiele: Entstehung Bornholms, der Alte von Kap Kullen, NeuwerkInsel Neuwerk[4], Sundriese[5]. Diese Ortssagen sind, da es auf See eigentlich keinen festen Ort gibt, ihrer Natur nach mit landgebundener Überlieferung verknüpft.
- Seemannssagen. Beispiele: Fliegender Holländer, Klabautermann

Will man die geringe Glaubwürdigkeit einer Überlieferung betonen, so spricht man auch abfällig von Seemannsgarn.